# 张继平
张继平（1958年7月11日—），男，山东成武人，中国数学家，北京大学数学科学学院教授，专业为代数学，主要研究现代模表示论。由于文化大革命，张继平高中毕业后无法继续学业，成为了小学教员。恢复高考后，他考入山东大学数学系。本科毕业后，他在北京大学获得硕士、博士学位，师从数学家段学复。博士毕业后张继平留校任教，先后被北京大学破格提拔为副教授、教授。1998年至2008年，张继平任北京大学数学科学学院院长。

## 生平

### 求学
张继平生于鲁西南的乡村。据报道，中学时代张继平语文、数学、物理三科的成绩都很优秀，语文尤其突出，数次在作文比赛中获奖。由于时代的缘故，高中毕业之后，张继平无法继续求学，而是成为了一名小学教师。1977年，中华人民共和国恢复高考。张继平在文革之后的第一次高考中考上了山东大学数学系。本科毕业之后，他进入北京大学，师从中国科学院院士、北京大学数学力学系前主任段学复教授。段学复是中国模表示论研究的开路人。张继平在北大攻读硕士、博士学位的五年时间里，一直跟从段学复学习、研究模表示论。1987年，他以论文《亏数零P块的存在性》获得博士学位。

### 任教
张继平1987年博士毕业后留校任教。1988年，他被北京大学破格聘为副教授。1990年，北京大学破格提拔他为教授、博士生导师，张继平成了当时北大最年轻的教授博导之一。在此期间，张继平出国访学，1989年至1990年间在美国佛罗里达大学担任访问学者，1991年至1993年在法国巴黎高等师范学院数学与计算机系任研究员，1993年至1994年受洪堡基金资助在德国美因茨大学从事研究。1994年至1995年，他在美国明尼苏达大学担任访问教授。1995年，他还在美国俄亥俄州立大学任访问教授。
1995年，张继平返回中国。1998年，张继平出任北京大学数学科学学院院长。院长任上，他改变了之前奖金平均分配的制度，还设立教学与科研相结合的五年工作周期，即教师完成四年教学任务后，可用一年时间集中从事科研而免于教学任务。2000年北京市优秀成果评比上，北大数院摘得五项第一名。他任职期间，北大数院还被评为国家级人才培养优秀基地，赢得国家教学成果特等奖。2000年5月，北大数院迁入新落成的理科一号楼。2001年，北大数院基础数学、计算数学、应用数学、概率统计四个专业被评为国家重点学科，其中前三个专业是再度入选，概率统计专业为首次入选。
2020年2月，张继平加入南方科技大学，任该校数学系讲席教授、深圳国际数学中心执行主任。2022年3月，他出任南方科技大学校长办公会成员，负责数学学科建设工作。
1995年回国之后，张继平还曾于1997年在美国普度大学任访问学者，1999年在香港中文大学访学，2001年在美国耶鲁大学访学，2004年在香港科技大学访学。

## 社会兼职
张继平在学术期刊《数学学报》《代数集刊》担任副主编，在《中国科学》《科学通报》《中国科学基金》等杂志任编委。学术兼职包括教育部科技委数理部常务副主任，国际数学家联盟交流与发展委员，中国青年科技协会副会长，中国数学会副理事长，国家自然科学基金委咨询委员等。

## 研究
张继平主要研究现代模表示论。读博士期间，他解决了布劳尔39号问题（Brauer 39）。他首次给出了亏数零p-块的充分必要条件。他在约化有限单群中研究了普维格（Puig）猜想。他还发展了群的算术理论。2007年，他由块分离性质得到了新p-幂零准则。

## 获奖
张继平曾获1996年教育部科技进步一等奖、1997年国家自然科学三等奖。1998年，他被列入国家级有突出贡献的中青年专家。2000年，他被授予第四届北京十大杰出青年称号，同年被聘为长江特聘教授。2009年，中国数学会授予他陈省身数学奖。此外，他还荣获首届中国青年科技奖、中国青年科学家奖、“求是”杰出青年奖、全国五一劳动奖章和全国优秀科技工作者荣誉称号。
张继平曾在2003年、2007年、2009年、2011年、2015年、2017年多次参加中国科学院院士增选，于2019年11月当选。